# Лабиринт (мини-сериал)
«Лабиринт» — исторический двухсерийный фильм 2012 года, снятый Кристофером Смитом по одноимённому роману британской писательницы Кейт Мосс, ставшему бестселлером в 2006 году. Действие фильма связано с поисками Святого Грааля и происходит в окрестностях Каркасона в двух временных планах: во время гонений на катаров в начале XIII века и в наши дни.
Фильм является совместным производством Германии (Tandem Communications) и ЮАР (Film Afrika Worldwide); он также сопродюсировался компанией Ридли Скотта (Scott Free) (Tandem Communications и Scott Free ранее уже имели опыт сотрудничества над телесериалом «Столпы Земли»). Премьера фильма на телевидении состоялась осенью 2012 года в Канаде, Польше, Португалии и Южной Корее.
Снимался фильм в 2011 году во Франции, в окрестностях Каркасона, а затем в Южной Африке (в Кейптауне).

## Сюжет
Действие происходит на юге Франции в городе Каркасон и его окрестностях. Главной героиней сюжетной линии, происходящей в наши дни, является молодая девушка по имени Элис, которая неожиданно получает в наследство от тёти дом в Каркасоне. Элис приезжает туда и в качестве волонтёра участвует в археологических раскопках под городом. Она случайно находит открывшийся после землетрясения вход в пещеру, где обнаруживает два скелета, а также перстень с изображением лабиринта и рисунок лабиринта на стене. 
Находка неожиданно вызывает интерес со стороны разных людей, среди которых глава тайного мистического ордена Мари-Сесиль де Л’Орадор и фанатичный католик полицейский комиссар Поль Оти. Со временем выясняется, что пещера связана с тайной Святого Грааля, который они оба мечтают найти: Л’Орадор — для того, чтобы обрести бессмертие, а Оти — чтобы уничтожить его как опасную ересь. Элис случайно знакомится с Уиллом, любовником Л’Орадор, который рассказывает ей о кровавых ритуалах, проводимых Л’Орадор в подвале её дома.
Параллельно разворачивается другая сюжетная линия, происходящая в начале XIII века, когда в Каркасоне проживала община катаров. Главная героиня Элэйс, дочь местного интенданта, увлекается траволечением и не замечает, что её муж рыцарь Гильом Дюма изменяет ей с её сводной сестрой Орианой — амбициозной интриганкой, жаждущей мести. 
Тем временем папа Иннокентий III провозглашает крестовый поход против катаров. Войско крестоносцев во главе с Симоном де Монфором подступает к городу, попутно истребляя сельские общины катаров. Во время осады Каркасона (1—15 августа 1209 г.) все «совершенные», не отрёкшиеся от своей веры, уничтожаются. 
Коварная Ориана устанавливает связь с вассалом Монфора Гаем д’Эврё, после чего травит приёмного отца-интенданта собственноручно выпеченным хлебом. Элэйс получает от умирающего перстень с изображением лабиринта и одну из священных книг, которые много веков берегут и тайно передают друг другу испытанные «хранители». Всего таких книг три, и вместе они позволяют обрести Святой Грааль. Хранительницей ещё одной книги оказывается травница Эсклармонда, наставница Элэйс, которая также умирает, оставляя книгу Элэйс. Ненавидящая сестру Ориана выкрадывает обе книги из трёх и передаёт их д’Эврё, который становится её мужем. Однако попытки её найти третью книгу оканчиваются ничем.
Элэйс со служанкой Риксендой и внуком Эсклармонды Сажье покидают Каркасон и скрываются в горах, где в уединении живёт третий «хранитель» Хариф. У Элэйс рождается дочь, и проходит несколько лет, прежде чем она возвращается в город. Ориана замечает Сажье и девочку, и догадывается, что это дочь Элэйс. Воины д’Эврё убивают Харифа и сжигают его дом, после чего Элэйс с дочерью и Сажье укрываются в горном катарском замке Монсегюр. Вскоре крестоносцам удаётся захватить неприступную крепость, отправив её защитников на костёр, и Риксенда жертвует собой, бросившись в пламя с собственной книгой, которую пытается выдать за разыскиваемую Орианой. Но последняя раскрывает обман и захватывает дочь Элэйс, после чего  ведёт девочку к пещере, чтобы заманить туда мать. Туда же приходит Гильом, все эти годы скрывавшийся от крестоносцев и ничего не знавший о дочери. В схватке с людьми д’Эврё, которых приводит Ориана, Элэйс и её муж получают смертельные раны, однако Гильому удаётся убить и саму предательницу. Элэйс просит юного Сажье стать хранителем книг и поведать будущим поколениям историю катаров.
Элис узнаёт, что является далёким потомком Элэйс. Она встречается с историком Одриком Бальярдом, который рассказывает ей про Элэйс и привозит девушку к пещере. Туда же едут Л’Орадор и Оти, которые понимают, что через Элис получат доступ к Граалю. Л’Орадор убивает Оти как конкурента и смертельно ранит Бальярда. Умирая, Бальярд открывает Элис, что он и есть тот самый Сажье, проживший свыше семи веков и сохранивший память о трагических событиях далёкого прошлого. Тем временем Л’Орадор уходит в открывшийся в пещере лабиринт. Пещера обваливается, погребая Бальярда вместе с тремя священными книгами. 
Чудом выбравшаяся из лабиринта Л’Орадор с ужасом наблюдает в зеркале, что превратилась в сморщенную старуху, после чего перерезает себе вены. Элис остаётся с Уиллом, с которым решается, наконец, завязать отношения…

## В ролях
- Ванесса Кирби — Элис
- Джессика Браун Финдлей — Элэйс
- Себастиан Стэн — Уилл
- Орели Баржем — Карен Флёри
- Эмун Эллиотт — Гильом Дюма
- Лена Дерри — Риксенда
- Тони Карран — Гай д’Эврё
- Джон Хёрт — Одрик Бальярд
- Кэти Макграт — Ориана
- Том Фелтон — Раймунд Тренкавель
- Джон Линч — Симон де Монфор
- Бернард Шир — Поль Оти
- Мэттью Бирд — Сажье
- Клаудия Джерини — Мари-Сесиль де Л’Орадор
- Джанет Сазман — Эсклармонда
- Фарук Валли-Омар — Хариф